# Bitches Brew
Bitches Brew är ett studioalbum av Miles Davis, inspelat 1969-1970, och släppt i slutet av mars 1970. Genren är jazz men många menar att detta är det första riktiga jazz fusion-albumet. På skivan medverkar ett antal namnkunniga musiker inom modern jazz fusion.
Originalsläppet var en dubbel-LP men det finns en nyare version som omfattar fyra stycken cd-skivor som kallas The Complete Bitches Brew Sessions och innehåller cirka 90 minuter bonusspår.

## Låtlista
1. "Pharaoh's Dance" (Joe Zawinul) - 20:05
2. "Bitches Brew" (Miles Davis) - 26:58
3. "Spanish Key" (Miles Davis) - 17:32
4. "John McLaughlin" (Miles Davis) - 4:22
5. "Miles Runs the Voodoo Down" (Miles Davis) - 14:01
6. "Sanctuary" (Wayne Shorter) - 10:56

## Musiker
- Miles Davis - trumpet
- Wayne Shorter, Bennie Maupin, Steve Grossman - saxofon
- Herbie Hancock, Joe Zawinul, Chick Corea - keyboard
- John McLaughlin - gitarr
- Ron Carter, Dave Holland, Harvey Brooks - bas
- Lenny White, Jack DeJohnette, Billy Cobham - trummor
- Airto Moreira, Don Alias, Jumma Santos - slagverk
- Khalil Balakrishna - sitar

Sättningen är en utökad version av Miles Davis quintet.